# Charny, Yonne
Charny är en kommun i departementet Yonne i regionen Bourgogne-Franche-Comté i norra Frankrike. Kommunen ligger i kantonen Charny som tillhör arrondissementet Auxerre. År 2018 hade Charny 1 470 invånare.

## Befolkningsutveckling
Antalet invånare i kommunen Charny
| Referens: INSEE |